# Àcids grassos essencials
Els àcids grassos essencials (AGE) són aquells àcids grassos que l'organisme no pot sintetitzar per si mateix, per la qual cosa és necessari ingerir-los per a obtenir-los. En el cas de l'ésser humà, tots coincideixen a ser àcids grassos poliinsaturats amb més d'una insaturació, totes en posició "cis" i a tenir-ne la primera en una posició no llunyana (posició 6 com a màxim, és a dir que inclou tots els Omega-6 i els Omega-3) del final de la molècula, on es troba el grup metil.

## Nutrició
Com el seu nom indica, la ingestió d'aquests àcids grassos és essencial o indispensable, ja que el cos no és capaç d'obtenir-los per a altres medis (bioquímica). Les seves funcions són sovint relatives al sistema cardíac però en general depenen de les característiques químiques de cada àcid particular. Els àcids Omega-6, a més, interaccionen amb els Omega-3, potenciant els seus efectes.

### Cascada de l'àcid araquidònic en la inflamació

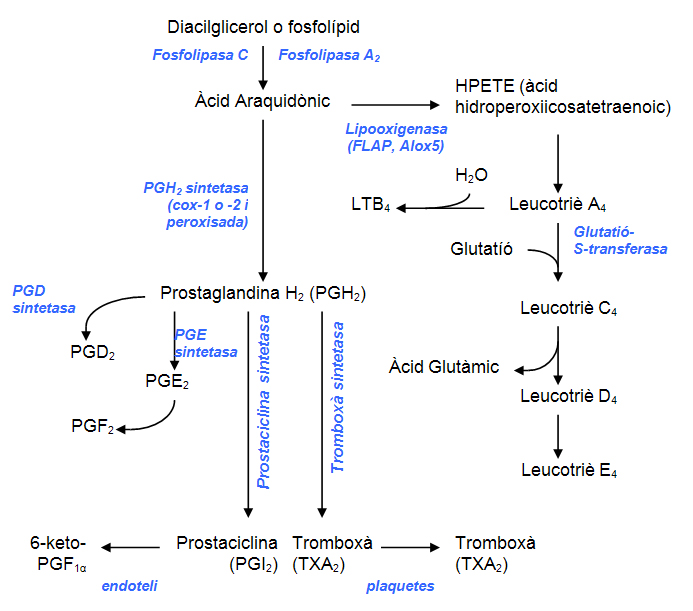
Figura (1) La cascada de l'àcid araquidònic. Es mostra la biosíntesi de productes icosanoides de l'AA. Els àcids grassos essencials (AGE) i els DGLA (àcids dihomo-gamma-linolènics) competeixen per les mateixes rutes metabòliques, moderant l'acció de l'AA i dels seus productes.

#### Mecanismes d'acció d'icosanoides d'ω-3

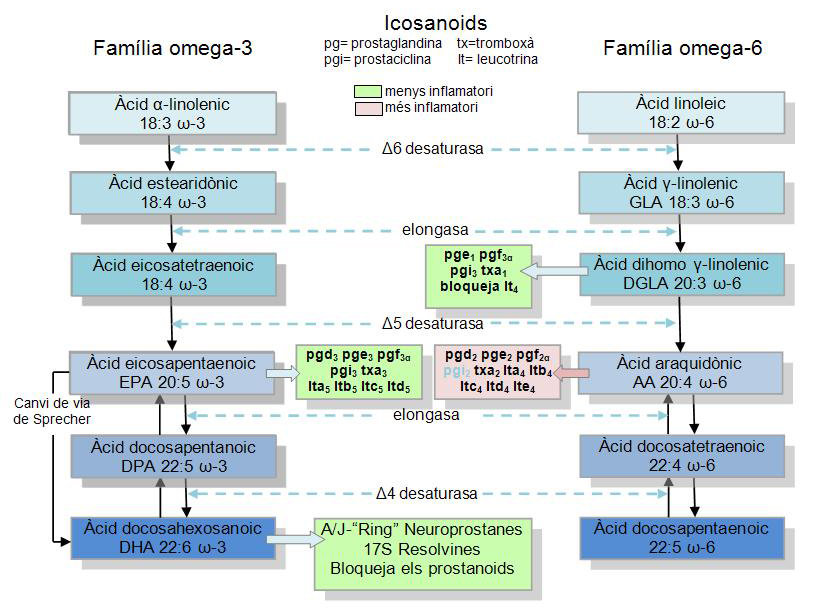
Figura (2) Producció d'àcids grassos essencials i metabolisme dels icosanoides